# 贝尔纳多·塞古拉
贝尔纳多·塞古拉（西班牙語：Bernardo Segura，1970年2月11日—），墨西哥男子田径运动员。他曾代表墨西哥参加1996年、2000年和2004年夏季奥林匹克运动会田径比赛，其中1996年奥运会获得一枚铜牌。